# دیوید مارتین (بازیکن فوتبال، زاده ۱۹۶۳)
دیوید مارتین (انگلیسی: Dave Martin؛ زادهٔ ۲۵ آوریل ۱۹۶۳) بازیکن فوتبال اهل بریتانیا است.
از باشگاه‌هایی که در آن بازی کرده‌است می‌توان به باشگاه فوتبال کولچستر یونایتد، باشگاه فوتبال جیلینگام، باشگاه فوتبال بریستول سیتی، باشگاه فوتبال نورث‌همپتون تاون، باشگاه فوتبال ویمبلدون، باشگاه فوتبال برایتون و هاو آلبیون، باشگاه فوتبال میلوال، باشگاه فوتبال ساوتند یونایتد، باشگاه فوتبال لیتون اورینت و باشگاه فوتبال نورث‌همپتون تاون اشاره کرد.